# Ernest Engelen
Ernest Victor Louis Eugene Engelen (* 20. März 1909 in Antwerpen; † 5. Mai 1998 in Ostende) war ein belgischer Generalleutnant, der zuletzt von 1966 bis 1970 Generalinspekteur des Heeres war.

## Leben
Ernest Engelen absolvierte eine Offiziersausbildung und fand nach deren Abschluss zahlreiche Verwendungen als Offizier und Stabsoffizier innerhalb des Heeres. 1961 wurde er Direktor für Studien an der Königlichen Militärakademie in Brüssel, deren Kommandant er 1964 als Nachfolger von Generalmajor Emile Velghe wurde. Zugleich wurde er 1964 Ehren-Flügeladjutant von König Baudouin und bekleidete diese Funktion bis 1970. 1966 wurde er als Kommandant der Königlichen Militärakademie von Generalmajor Léon Alen abgelöst. Zuletzt wurde Generalleutnant Engelen 1966 Generalinspekteur des Heeres und verblieb auf diesem Posten bis zu seiner Versetzung in den Ruhestand 1970.
Für seine langjährigen Verdienste wurde Engelen mehrfach geehrt und war unter anderem Großoffizier des Leopoldordens und des Kronenordens. Ferner wurde ihm das Offizierskreuz des Orden Leopolds II., das Kriegskreuz 1940 mit Palme, die Erinnerungsmedaille an den Krieg 1940–1945 mit Gekreuzten Schwertern, die Medaille für Teilnehmer am Krieg 1940–1945 sowie das Militärkreuz Erster Klasse verliehen. Darüber hinaus war er Knight Commander des britischen Royal Victorian Order, des niederländischen Ordens von Oranien-Nassau, des Verdienstordens von Tunesien und des Sankt-Olav-Ordens und erhielt auch das Offizierkreuz des Nationalordens von Ruanda.

## Weblink
- Ernest Engelen in ars-moriendi.be